# Kronsnäckor
Kronsnäckor (Thiaridae) är en familj av snäckor. Enligt Catalogue of Life ingår Kronsnäckor i ordningen Neotaenioglossa, klassen snäckor, fylumet blötdjur och riket djur, men enligt Dyntaxa är tillhörigheten istället ordningen Mesogastropoda, klassen snäckor, fylumet blötdjur och riket djur. Enligt Catalogue of Life omfattar familjen Thiaridae 8 arter.
Kladogram enligt Catalogue of Life och Dyntaxa:
| Kronsnäckor | \| \| Melanoides \| \| \| \| \| \| Tarebia \| \| \| \| \| \| Thiara \| \| \| \| |
|             | \| \| Melanoides \| \| \| \| \| \| Tarebia \| \| \| \| \| \| Thiara \| \| \| \| |
|             | Melanoides                                                                      |
|             |                                                                                 |
|             | Tarebia                                                                         |
|             |                                                                                 |
|             | Thiara                                                                          |
|             |                                                                                 |

## Bildgalleri

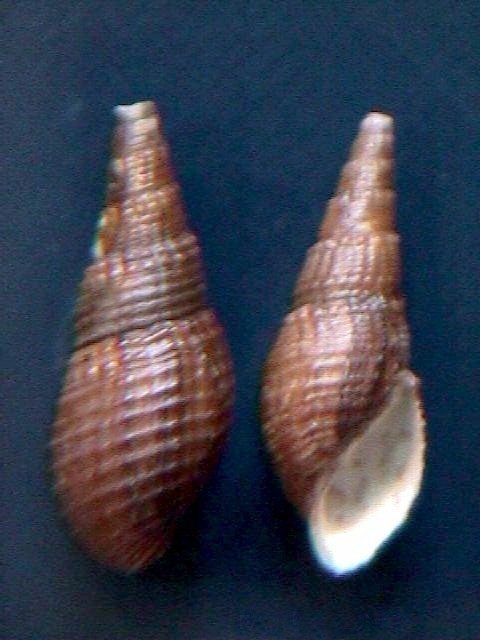
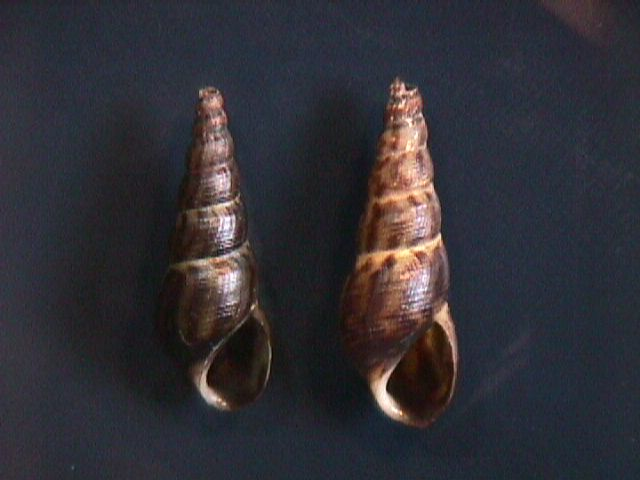